# La torre de Suso
Pour plus de détails, voir Fiche technique et Distribution.
La torre de Suso est un film espagnol réalisé par Tomás Fernández, sorti en 2007.

## Synopsis
Cundo (Javier Cámara) est un Asturien qui a immigré en Argentine pour commencer une nouvelle vie. Dix ans plus tard, il revient sur sa terre natale, dans la région de Cuencas Mineras, pour l'enterrement de son ami d'enfance, Suso. Le film raconte la rencontre avec sa famille et ses amis, et comment Cundo décide de réaliser la dernière volonté de Suso. L'historie se veut être un hommage à l'amitié, notamment quand on est plus mûr et qu'on ne comprend plus bien le sens de ces anciennes amitiés d'enfance.

## Fiche technique
- Titre : La torre de Suso
- Réalisation : Tomás Fernández
- Scénario : Tomás Fernández
- Musique : Javier Tejedor
- Photographie : Carlos Suárez
- Montage : Ángel Hernández Zoido
- Production : Jaume Roures
- Société de production : Mediapro
- Pays :  Espagne
- Genre : Comédie dramatique
- Durée : 95 minutes
- Dates de sortie : 
  -  Espagne : 9 novembre 2007

## Distribution
- Javier Cámara : Cundo
- Gonzalo de Castro : Fernando
- César Vea : Mote
- José Luis Alcobendas : Pablo
- Malena Alterio : Marta
- Emilio Gutiérrez Caba : Tino
- Mariana Cordero : Mercedes
- Fanny Gautier : Rosa
- Alex Amaral : Miguel
- Yalitza Hernández : Esmeralda
- José Antonio Lobato : Fonso
- Raquel Armesto : Alba
- Víctor Clavijo : Berto

## Autour du film
- C'est le premier film de Tomás Fernández. Il a été avant le scénariste de la série 7 vidas, où ont travaillé les deux acteurs principaux (Javier Cámara et Gonzalo de Castro).
- La torre de Suso est une comédie parfois aigre-douce, mais résolument amusante et optimiste, filmée dans la Cuenca Minera Asturiana. Une comédie simple qui met en valeur l'interprétation des acteurs. Les musiques ont été composées par les frères Jose Manuel et Javier Tejedor, du groupe de musique asturien Tejedor.
- Le film a été tourné à Mieres, Aller, et Castrillón.

## Récompenses et distinctions

### Prix Goya2008
| Catégorie                                  | Personnalité          | Résultat |
| ------------------------------------------ | --------------------- | -------- |
| Prix Goya du meilleur nouveau réalisateur  | Tomás Fernández       | Nommé    |
| Prix Goya du meilleur second rôle masculin | Emilio Gutiérrez Caba | Nommé    |
| Prix Goya du meilleur espoir masculin      | Gonzalo de Castro     | Nommé    |

## Source de la traduction
- (es) Cet article est partiellement ou en totalité issu de l’article de Wikipédia en espagnol intitulé « La torre de Suso » (voir la liste des auteurs).